# Joseph Grimaldi
Joseph Grimaldi (Londres, 18 de diciembre de 1778-Londres, 31 de mayo de 1837) fue el mimo y payaso inglés más famoso del siglo XIX. Las actuaciones de Grimaldi hicieron a su personaje el protagonista central en las harlequinades británicas.

## Biografía
Grimaldi nació en Clare Market (Londres), de un padre italiano, Signor Joseph 'Iron Legs' Grimaldi, maestro de ballet en el Teatro Drury Lane, y de Rebecca Brooker, una bailarina del corps de ballet del teatro. El padre de Grimaldi falleció cuando tenía nueve años, lo que hundió a su familia en las deudas. Ya desde los dos años de edad, Grimaldi había sido presentado en el escenario de Drury Lane; y, a la edad de tres, comenzó a aparecer en el Teatro de Sadler's Wells.

## Bibliografía

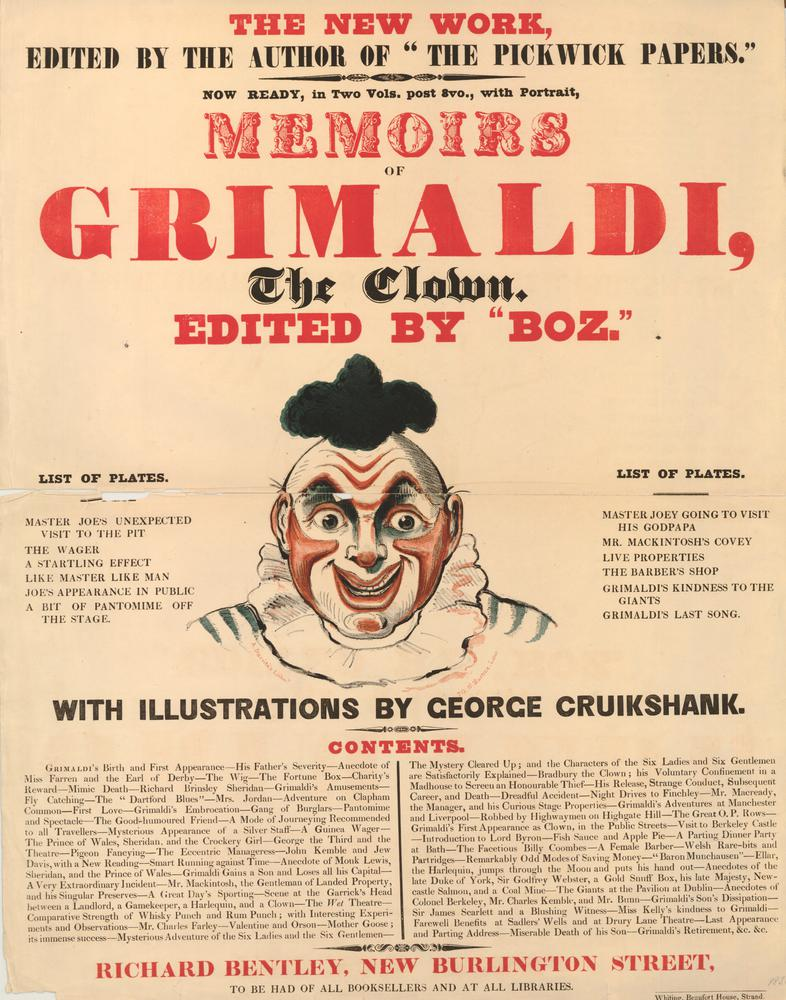